# DREAM.13
DREAM.13（ドリーム・サーティーン）は、日本の総合格闘技イベント「DREAM」の大会の一つ。2010年3月22日、神奈川県横浜市の横浜アリーナで開催された。

## 大会概要
メインイベントのフェザー級タイトルマッチでは王者ビビアーノ・フェルナンデスに、前ライト級王者のヨアキム・ハンセンが階級を下げ挑戦し、ビビアーノが判定勝ちで王座を防衛した。
長南亮、ジョシュ・バーネット、KJ・ヌーン、コール・エスコベドが初参戦。

## 試合結果
第1試合 無差別級ワンマッチ 1R10分、2R5分
○  ミノワマン vs.  ジミー・アンブリッツ ×
2R 2:42 足首固め
第2試合 ライト級ワンマッチ 1R10分、2R5分
○  菊野克紀 vs.  弘中邦佳 ×
1R 1:26 KO（右フック）
第3試合 フェザー級ワンマッチ 1R10分、2R5分
○  コール・エスコベド vs.  前田吉朗 ×
1R 2:29 KO（左ハイキック）
第4試合 ウェルター級ワンマッチ 1R10分、2R5分
○  長南亮 vs.  アンドリュース・ナカハラ ×
2R終了 判定3-0
第5試合 ライト級ワンマッチ（72kg契約） 1R10分、2R5分
○  KJ・ヌーン vs.  アンドレ・ジダ ×
2R終了 判定3-0
第6試合 ヘビー級ワンマッチ 1R10分、2R5分
○  ジョシュ・バーネット vs.  マイティ・モー ×
1R 4:41 アームロック
第7試合 DREAMフェザー級タイトルマッチ 1R10分、2R5分
○  ビビアーノ・フェルナンデス vs.  ヨアキム・ハンセン ×
2R終了 判定2-1
※フェルナンデスが初防衛に成功。